# Segunda División de España 1969-70
La temporada 1969–70 de la Segunda División de España de fútbol corresponde a la 39.ª edición del campeonato y se disputó entre el 7 de septiembre de 1969 y el 7 de junio de 1970. Posteriormente se disputó la promoción de permanencia entre el 28 de junio y el 5 de julio.
El campeón de Segunda División fue el Real Gijón.

## Sistema de competición
La Segunda División de España 1969/70 fue organizada por la Federación Española de Fútbol (RFEF).
El campeonato contó con la participación de 20 clubes y se disputó siguiendo un sistema de liga, de modo que todos los equipos se enfrentaron entre sí, todos contra todos en dos ocasiones -una en campo propio y otra en campo contrario- sumando un total de 38 jornadas. El orden de los encuentros se decidió por sorteo antes de empezar la competición.
Los tres primeros clasificados ascendieron directamente a Primera División.
Los cuatro últimos clasificados descendieron directamente a Tercera División, mientras que los cuatro equipos clasificados entre el decimotercero y el decimosexto lugar jugaron la promoción de permanencia ante los cuatro campeones de Tercera División que no habían superado la primera ronda de ascenso, en eliminatorias directas a doble partido.

## Clubes participantes
| Datos de ascensos y descensos con respecto a la temporada anterior |
| --- |
| CD Málaga, RCD Español y Córdoba CF descienden de Primera División. Sevilla CF, RC Celta de Vigo y Real Mallorca ascienden a Primera División. CD Alcoyano, Deportivo Alavés, CD Mestalla, Cádiz CF, SD Indauchu y Jerez Industrial CF descienden a Tercera División. Bilbao Atlético, CD Castellón, CD Orense, Atlético Osasuna, UD Salamanca y CD San Andrés ascienden a Segunda División. |

| Equipo                              | Ciudad                | Estadio               |
| ----------------------------------- | --------------------- | --------------------- |
| Real Betis Balompié                 | Sevilla               | Benito Villamarín     |
| Bilbao Atlético Club                | Bilbao                | San Mamés             |
| Burgos Club de Fútbol               | Burgos                | El Plantío            |
| Club de Fútbol Calvo Sotelo         | Puertollano           | Calvo Sotelo          |
| Club Deportivo Castellón            | Castellón de la Plana | Castalia              |
| Córdoba Club de Fútbol              | Córdoba               | El Arcángel           |
| Real Club Deportivo Español         | Barcelona             | Sarriá                |
| Club Ferrol                         | Ferrol                | Manuel Rivera         |
| Real Gijón                          | Gijón                 | El Molinón            |
| Club Deportivo Ilicitano            | Elche                 | Altabix               |
| Club Deportivo Málaga               | Málaga                | La Rosaleda           |
| Club Real Murcia                    | Murcia                | La Condomina          |
| Onteniente Club de Fútbol           | Onteniente            | El Clariano           |
| Club Deportivo Orense               | Orense                | José Antonio          |
| Club Atlético Osasuna               | Pamplona              | El Sadar              |
| Real Oviedo Club de Fútbol          | Oviedo                | Carlos Tartiere       |
| Agrupación Deportiva Rayo Vallecano | Madrid                | Vallecas              |
| Unión Deportiva Salamanca           | Salamanca             | Calvario y Helmántico |
| Club Deportivo San Andrés           | Barcelona             | Sarriá y San Andrés   |
| Real Valladolid Deportivo           | Valladolid            | José Zorrilla         |

## Clasificación y resultados

### Clasificación
| Pos. | Equipo                | Pts. | PJ | G  | E  | P  | GF | GC | Dif. | Clasificación                     |
| ---- | --------------------- | ---- | -- | -- | -- | -- | -- | -- | ---- | --------------------------------- |
| 1    | Real Gijón (C, A)     | 54   | 38 | 23 | 8  | 7  | 77 | 32 | +45  | Ascenso a Primera División        |
| 2    | C. D. Málaga (A)      | 49   | 38 | 17 | 15 | 6  | 56 | 33 | +23  | Ascenso a Primera División        |
| 3    | R. C. D. Español (A)  | 49   | 38 | 19 | 11 | 8  | 64 | 35 | +29  | Ascenso a Primera División        |
| 4    | Real Betis            | 47   | 38 | 16 | 15 | 7  | 44 | 34 | +10  |                                   |
| 5    | Córdoba C. F.         | 43   | 38 | 17 | 9  | 12 | 40 | 40 | 0    |                                   |
| 6    | A. D. Rayo Vallecano  | 41   | 38 | 14 | 13 | 11 | 41 | 32 | +9   |                                   |
| 7    | Real Oviedo C. F.     | 40   | 38 | 14 | 12 | 12 | 39 | 32 | +7   |                                   |
| 8    | C. D. San Andrés      | 37   | 38 | 13 | 11 | 14 | 32 | 34 | −2   |                                   |
| 9    | Onteniente C. F.      | 36   | 38 | 15 | 6  | 17 | 34 | 33 | +1   |                                   |
| 10   | Club Ferrol           | 36   | 38 | 14 | 8  | 16 | 37 | 50 | −13  |                                   |
| 11   | C. D. Castellón       | 35   | 38 | 14 | 7  | 17 | 36 | 43 | −7   |                                   |
| 12   | C. F. Calvo Sotelo    | 35   | 38 | 12 | 11 | 15 | 37 | 43 | −6   |                                   |
| 13   | Bilbao Atlético (D)   | 35   | 38 | 13 | 9  | 16 | 33 | 39 | −6   | Acceso a Promoción de permanencia |
| 14   | Burgos C. F.          | 35   | 38 | 12 | 11 | 15 | 46 | 54 | −8   | Acceso a Promoción de permanencia |
| 15   | C. A. Osasuna (D)     | 33   | 38 | 12 | 9  | 17 | 52 | 57 | −5   | Acceso a Promoción de permanencia |
| 16   | C. D. Ilicitano (D)   | 32   | 38 | 11 | 10 | 17 | 46 | 59 | −13  | Acceso a Promoción de permanencia |
| 17   | Real Valladolid (D)   | 32   | 38 | 12 | 8  | 18 | 45 | 59 | −14  | Descenso a Tercera División       |
| 18   | Real Murcia C. F. (D) | 31   | 38 | 9  | 13 | 16 | 34 | 46 | −12  | Descenso a Tercera División       |
| 19   | U. D. Salamanca (D)   | 30   | 38 | 11 | 8  | 19 | 35 | 54 | −19  | Descenso a Tercera División       |
| 20   | C. D. Orense (D)      | 30   | 38 | 11 | 8  | 19 | 36 | 55 | −19  | Descenso a Tercera División       |

 Fuente: BDFútbol
Criterios de clasificación: Puntos · Diferencia de goles · Goles a favor · Play-off

### Resultados
| Local \ Visitante    | BET | BIL | BUR | CAL | CAS | COR | ESP | FER | GIJ | ILI | MAL | MUR | ONT | ORE | OSA | OVI | RAY | SAL | SAD | VLD |
| -------------------- | --- | --- | --- | --- | --- | --- | --- | --- | --- | --- | --- | --- | --- | --- | --- | --- | --- | --- | --- | --- |
| Real Betis           | —   | 2–1 | 3–1 | 1–0 | 2–1 | 0–0 | 1–1 | 0–0 | 1–1 | 3–1 | 4–1 | 1–1 | 2–1 | 3–1 | 2–1 | 0–0 | 0–0 | 1–0 | 0–0 | 1–0 |
| Bilbao Atlético      | 0–1 | —   | 1–1 | 2–1 | 3–0 | 1–1 | 1–0 | 0–0 | 1–0 | 1–1 | 1–2 | 2–0 | 0–0 | 2–0 | 1–0 | 1–0 | 1–1 | 2–0 | 0–2 | 0–1 |
| Burgos C. F.         | 1–0 | 1–1 | —   | 0–1 | 1–2 | 1–2 | 0–0 | 0–0 | 1–1 | 2–3 | 1–1 | 1–0 | 3–2 | 2–0 | 3–2 | 2–1 | 2–1 | 2–1 | 0–0 | 4–1 |
| C. F. Calvo Sotelo   | 1–2 | 1–0 | 1–0 | —   | 1–1 | 0–1 | 0–0 | 1–2 | 2–1 | 2–2 | 2–2 | 0–1 | 2–0 | 1–1 | 5–2 | 0–0 | 2–1 | 2–0 | 0–1 | 3–3 |
| C. D. Castellón      | 1–1 | 2–0 | 1–3 | 2–1 | —   | 1–1 | 0–3 | 2–1 | 0–0 | 2–1 | 0–0 | 3–0 | 0–1 | 3–0 | 3–2 | 1–0 | 1–0 | 2–1 | 0–0 | 2–0 |
| Córdoba C. F.        | 0–0 | 2–1 | 0–1 | 3–0 | 1–0 | —   | 2–0 | 2–0 | 0–1 | 2–1 | 0–0 | 0–0 | 2–1 | 2–1 | 1–0 | 0–0 | 0–1 | 3–2 | 1–0 | 2–0 |
| R. C. D. Español     | 2–1 | 3–0 | 3–2 | 3–1 | 2–0 | 0–0 | —   | 3–0 | 2–1 | 7–0 | 1–1 | 1–0 | 1–0 | 1–0 | 4–0 | 1–1 | 3–1 | 5–0 | 1–1 | 4–0 |
| Club Ferrol          | 0–2 | 2–1 | 5–1 | 2–1 | 1–0 | 2–1 | 1–0 | —   | 1–3 | 0–0 | 1–5 | 3–0 | 0–0 | 1–0 | 3–2 | 1–1 | 1–1 | 1–0 | 3–2 | 1–0 |
| Real Gijón           | 4–0 | 3–0 | 3–0 | 0–0 | 2–1 | 4–2 | 2–1 | 2–1 | —   | 2–1 | 2–1 | 3–0 | 3–1 | 1–1 | 3–0 | 4–0 | 0–1 | 3–1 | 3–0 | 3–0 |
| C. D. Ilicitano      | 3–1 | 1–0 | 2–1 | 0–1 | 0–1 | 6–1 | 3–3 | 1–0 | 2–7 | —   | 0–2 | 2–2 | 2–1 | 4–1 | 0–1 | 1–1 | 0–0 | 1–0 | 3–2 | 0–0 |
| C. D. Málaga         | 1–1 | 1–1 | 2–0 | 1–1 | 2–1 | 3–1 | 5–0 | 2–0 | 0–1 | 1–0 | —   | 1–0 | 1–0 | 3–0 | 3–1 | 3–0 | 0–0 | 2–1 | 3–0 | 2–1 |
| Real Murcia C. F.    | 1–1 | 2–1 | 1–1 | 0–1 | 3–0 | 0–0 | 1–2 | 2–0 | 1–0 | 2–1 | 2–2 | —   | 2–1 | 0–0 | 1–1 | 0–0 | 3–1 | 0–1 | 2–1 | 2–2 |
| Onteniente C. F.     | 1–1 | 0–1 | 1–0 | 0–0 | 0–1 | 0–1 | 0–1 | 3–0 | 1–0 | 2–0 | 1–0 | 2–0 | —   | 1–2 | 1–0 | 1–0 | 1–0 | 0–0 | 1–0 | 2–1 |
| C. D. Orense         | 0–1 | 1–1 | 3–1 | 1–0 | 1–0 | 2–1 | 1–1 | 2–1 | 1–4 | 2–0 | 3–0 | 2–0 | 1–0 | —   | 2–2 | 2–0 | 0–0 | 1–2 | 0–0 | 0–1 |
| C. A. Osasuna        | 3–1 | 3–0 | 2–2 | 0–0 | 3–1 | 3–1 | 2–2 | 0–1 | 2–2 | 2–1 | 0–0 | 1–1 | 2–3 | 1–0 | —   | 1–0 | 2–1 | 4–1 | 3–0 | 2–0 |
| Real Oviedo C. F.    | 2–1 | 0–1 | 4–1 | 3–0 | 0–0 | 2–0 | 2–0 | 2–1 | 0–0 | 1–0 | 2–2 | 1–0 | 1–0 | 3–0 | 2–0 | —   | 0–1 | 1–0 | 1–0 | 3–0 |
| A. D. Rayo Vallecano | 2–1 | 3–0 | 0–0 | 1–0 | 2–0 | 2–0 | 0–0 | 3–1 | 1–1 | 0–1 | 0–0 | 3–2 | 1–2 | 2–0 | 1–0 | 3–3 | —   | 2–0 | 0–0 | 2–0 |
| U. D. Salamanca      | 0–0 | 0–2 | 0–0 | 3–0 | 2–1 | 1–2 | 2–0 | 3–0 | 0–4 | 1–1 | 0–0 | 2–1 | 0–2 | 3–2 | 1–0 | 1–1 | 3–2 | —   | 0–0 | 2–1 |
| C. D. San Andrés     | 0–1 | 1–0 | 2–1 | 0–1 | 1–0 | 2–0 | 0–2 | 2–0 | 4–0 | 1–0 | 0–0 | 1–0 | 1–0 | 3–1 | 1–1 | 1–0 | 1–1 | 0–0 | —   | 0–1 |
| Real Valladolid      | 1–1 | 0–2 | 1–3 | 1–2 | 1–0 | 1–2 | 3–1 | 0–0 | 1–3 | 1–1 | 4–1 | 1–1 | 1–1 | 4–1 | 3–1 | 2–1 | 1–0 | 3–1 | 4–2 | —   |

## Promoción de permanencia
En la promoción de permanencia jugaron Bilbao Atlético, Burgos CF, Atlético Osasuna y CD Ilicitano, que se enfrentaron a los equipos de Tercera División Hércules CF, Real Santander SD, CD Tarrasa y Villarreal CF.
La promoción se jugó a doble partido a ida y vuelta con los siguientes resultados:
| 27 de junio de 1970 | CD Tarrasa | 2:0 | Burgos CF | Estadio Municipal, Tarrasa   |  |
|                     |            |     |           | Asistencia: ??? espectadores |  |

| 5 de julio de 1969 | Burgos CF | 3:0 | CD Tarrasa | Estadio El Plantío, Burgos   |  |
|                    |           |     |            | Asistencia: ??? espectadores |  |

- El Burgos CF permanece en Segunda división.

| 27 de junio de 1970 | CD Ilicitano | 2:2 | Real Santander SD | Estadio de Altabix, Elche    |  |
|                     |              |     |                   | Asistencia: ??? espectadores |  |

| 5 de julio de 1970 | Real Santander SD | 0:0 | CD Ilicitano | Campos del Sardinero, Santander |  |
|                    |                   |     |              | Asistencia: ??? espectadores    |  |

| 7 de julio de 1970 | Real Santander SD | 1:0 | CD Ilicitano | Estadio Santiago Bernabéu, Madrid |  |
|                    |                   |     |              | Asistencia: ??? espectadores      |  |

- El Real Santander SD asciende a Segunda división.
- El CD Ilicitano desciende a Tercera división.

| 28 de junio de 1970 | Hércules CF | 4:0 | Atlético Osasuna | Estadio de La Viña, Alicante |  |
|                     |             |     |                  | Asistencia: ??? espectadores |  |

| 5 de julio de 1970 | Atlético Osasuna | 1:0 | Hércules CF | Estadio El Sadar, Pamplona   |  |
|                    |                  |     |             | Asistencia: ??? espectadores |  |

- El Hércules CF asciende a Segunda división.
- El Atlético Osasuna desciende a Tercera división.

| 29 de junio de 1970 | Bilbao Atlético | 2:1 | Villarreal CF | Estadio de San Mamés, Bilbao |  |
|                     |                 |     |               | Asistencia: ??? espectadores |  |

| 4 de julio de 1970 | Villarreal CF | 2:1 | Bilbao Atlético | Estadio El Madrigal, Villarreal |  |
|                    |               |     |                 | Asistencia: ??? espectadores    |  |

| 7 de julio de 1970 | Villarreal CF | 2:1 | Bilbao Atlético | Estadio Santiago Bernabéu, Madrid |  |
|                    |               |     |                 | Asistencia: ??? espectadores      |  |

- El Villarreal CF asciende a Segunda división.
- El Bilbao Atlético desciende a Tercera división.

## Estadísticas
| Goleadores     | Goles | Equipo         |
| -------------- | ----- | -------------- |
| Quini          | 21    | Real Gijón     |
| Marañón        | 18    | Real Gijón     |
| Cayetano Ré    | 17    | Español        |
| Teófilo Dueñas | 14    | Rayo Vallecano |
| Gerardo Ortega | 14    | Calvo Sotelo   |

| Portero           | Goles | Partidos | Media | Equipo          |
| ----------------- | ----- | -------- | ----- | --------------- |
| Francisco Romero  | 18    | 26       | 0.69  | San Andrés      |
| Víctor Marro      | 14    | 20       | 0.7   | Bilbao Atlético |
| Alejandro Samper  | 18    | 25       | 0.72  | Rayo Vallecano  |
| Manuel Villanova  | 17    | 23       | 0.74  | Real Betis      |
| Pere Valentí Mora | 27    | 32       | 0.84  | Oviedo          |

## Resumen
Campeón de Segunda División:
| - Real Gijón |

Ascienden a Primera División:
| - Real Gijón | - Club Deportivo Málaga | - Real Club Deportivo Español |

Descienden a Tercera División: 
| - Bilbao Atlético Club - Club Atlético Osasuna - Club Deportivo Ilicitano - Real Valladolid Deportivo - Club Real Murcia - Unión Deportiva Salamanca - Club Deportivo Orense |